# Torpedo adenensis
Torpedo adenensis е вид хрущялна риба от семейство Torpedinidae. Видът е почти застрашен от изчезване.

## Разпространение
Разпространен е във водите около Йемен.